# Vašek Vašák
Vašek Vašák, do 90. let Václav Vašák, (* 30. prosince 1949 Praha) je český hudebník, zpěvák, publicista, spisovatel, moderátor a fotograf.

## Život
Václav Vašák žil až do osmnácti let v Hostomicích pod Brdy, kde byl jeho otec lékárníkem a matka laborantkou. V Hořovicích vystudoval v roce 1968 Střední průmyslovou školu elektrotechnickou a několik let pracoval jako projektant (SÚDOP a Metroprojekt).
Současně zpíval s pražskou rockovou kapelou Beatus, s níž absolvoval konkurz do Armádního uměleckého souboru, kde pak působil krátce ve sboru a poté ve folkové skupině. V té době chodil na Lidovou konzervatoř (dnešní Konzervatoř Jaroslava Ježka), kterou absolvoval v oborech zpěv a skladba. Je také absolventem European School of English ve Vallettě v Maltě. 
Je členem Syndikátu novinářů, Ochranného svazu autorského, Obce spisovatelů, DILIA, OOAS, Intergramu, dříve i Akademie populární hudby.

## Kariéra
V roce 1979 odešel jako muzikant na volnou nohu. Rok účinkoval s orchestrem Václava Hybše, dva roky se Skupinou Františka Ringo Čecha a vlastní kapelou Zip. Zúčastnil se hudebních soutěží Bratislavská lyra, Děčínská kotva i v Sopotech. S Pavlem Veselým a Jiřím Sýkorou měli pořad Pokus pro dva (scénář Darek Vostřel, režie Jiří Stránský), s Luďkem Brábníkem a Jiřím Sýkorou Poslední koncert (scénář Miloš Kratochvíl, režie Petr Novotný) a Branky, brepty, sekundy. V letech 1985 až 1995 účinkoval jako zpěvák v představeních dvojice Karel Šíp – Jaroslav Uhlíř. Kromě toho měl s Jiřím Sýkorou autorské klubové pořady (Pohádka o metalovém Honzovi a Inventura, v němž hostovala také Lucie Bílá a Marcela Holanová). 
V roce 1991 mu nabídl textař Zdeněk Rytíř spolupráci na dvojalbu Milana Knížáka Obřad hořící mysli, na němž se Vašák podílel jako aranžér, zpěvák, hudebník a hudební režisér. Společně s Rytířem se současně stali členy Knížákovy undergroundové skupiny Aktual (Vašák jako její kapelník). Později se rovněž podílel na nahrání Knížákových alb Navrhuju kryssy (včetně duetu s Věrou Špinárovou Nový zákon), Atentát na kulturu, Děti bolševismu a Chovám v kleci bolševika. 
Od počátku 80. let skládá písně i pro jiné: Věru Špinarovou (Já ten šlágr znám, Dynamit v sobě mám, Lásku láskou splácej, Když odcházíš, se usmívej a Měj mě rád, kterou zpívala nepřetržitě 32 let), Jiřího Korna (To v hodinkách je kaz), Hanu Zagorovou (Neříkej mi, Zemětřesení, Kufr), Heidi (Ta se má, Supergirl), Marcelu Holanovou (Vím, že jsi právě sám, Pláčem, Proč nevoní stráň), Poptrio (Láska je nejkrásnější flám, Mejdan století), Stanislava Hložka (Kdo je příliš dlouho sám, Střípky lásky) a další. Písně mu textovali Zdeněk Borovec, Michal Horáček, Karel Šíp, Eduard Krečmar, Vladimír Čort, Michal Bukovič aj.

## Ocenění a úspěchy
- Získal třetí místo v mezinárodní rozhlasové soutěži OIRT (1983) s písní Drž si ten svůj glanc (hudba Václav Vašák, text Jan Soukup, zpěv Marcela Králová).
- Vítězství v televizní Hitšarádě 1984 s písní Dívce z obchodního domu (hudba Václav Vašák, text Vladimír Čort, zpěv Václav Vašák).
- Vítězství v Dětské notě s písní Formule z formely (hudba Václav Vašák, text Michal Stein), v roce 1985 zpíval soubor Paprsek;[6] píseň vyšla později na CD Dětský BOOONG!!!, které získalo Platinovou desku
- Čestné uznání pro knihy literatury faktu v letech 2005–2007 v rámci Ceny Ivanova za knihu Pouť za černým Kristem pěti světadíly.
- Vítězství v literární soutěži časopisu Ahoj na sobotu O pohádkový zvoneček Šárky Radové za Zašifrovanou pohádku (1986).
- Je čestným občanem hlavního města Paraguaye Asuncionu.[7]
- Intergram a Nadace Život umělce mu udělili za dlouholetou uměleckou činnost cenu MASTER PRIX (2024).[8]

## Díla

### Gramofonové desky
- Pro těch několik jar (na SP z Bratislavské lyry 1980)
- Hlásím návrat, Zůstanu sám (SP Panton 1980)
- Noc plachých milenců (na LP Panton Gong 7, 1980)
- Přijď (EP z Děčínské kotvy 1981)
- Poslouchám (For Your Love), Máme hodinky (SP Panton 1981)
- Zůstaň dál u svých snů (Hold On Tight), Dívka s hlavou v oblacích (SP Panton 1982)
- Škola tance, Auto, to je věc (SP Supraphon 1985)
- To je úroveň, Víš o mně víc než já (SP Supraphon 1987)

### Alba
- 21 Colours of Love (filmová a televizní hudba 1998 )
- Underneath the Surface (filmová a televizní hudba 1998)
- Masky (uloženo v Muzeu Vladimíra Vysockého v Koszalinu, Polsko, 2006)
- Ženský srdce (písně na verše Jiřího Žáčka, 2007)
- Sunset (filmová a televizní hudba 2016)
- Vejcuc (písně, filmová a televizní hudba a audioknihy 2017)

### Filmová a televizní hudba
- Dobrý den, pane Umění (film FAMU, režie Ondřej Kepka, 1993)
- Goreality (film USA, Taylor Hayden production 2008)
- Stockholm Syndrome (film USA, Taylor Hayden production 2009)
- INRI Jesus Now (film USA, Taylor Hayden production 2010)
- Pill World (film USA, Taylor Hayden production 2010)
- dokumentární a TV filmy (Kouzlo všedních dnů, Trend atd.)

### Knihy
- Jo, to tenkrát aneb Slavní čeští senioři (předmluva Rudolf Křesťan; Forma 1996)
- Z operety do operety aneb Co se tenkrát šuškalo (s Gallou Macků; předmluva František Kožík, Motto 1996)
- Jak nachytat lelky (ilustrace Vladimír Renčín, Eminent 1999)
- Jak posnídat lelky (ilustrace Vladimír Renčín, Eminent 2004)
- Lelky z kabelky (ilustrace Vladimír Renčín, Eminent 2008)
- Nezapomenutelné příběhy (s Petrem Kolářem, X.Y.Z. 2006)
- Pouť za černým Kristem pěti světadíly (cestopis se 191 fotografiemi autora; JOTA 2007)
- Osobnosti mezi řádky (rozhovory se šestnácti fotografiemi autora; Vašut 2019)
- Když spolu zvířata chodí (ilustrace Jiří Slíva; X.Y.Z. – Albatros 2019)
- Čas ve dlaních (81 Vašákových fotografií s verši Jana Maruny, 2017)
- Osvícené dítě (120 Vašákových fotografií s verši Jana Maruny, 2017)
- Známé ksichty černobíle (100 autorových fotografií, 2017)
- Můj černobílý svět (100 autorových fotografií, 2020)
- Uctívači kulatého božstva (rozhovory se známými fotbalovými fanoušky a historie sportovních hymen, 10 autorových fotek, Olympia 2020)
- Jak je to s lelky (audiokniha Audioteka, 2022)
- Když spolu zvířata chodí (audiokniha Audioteka, 2022)

Texty i fotografiemi přispíval také do knih jiných autorů (Ondřeje Suchého – Tři životy Lídy Baarové, Josefa Loudy – Vábivé záhyby, Janka Ledeckého – Písně Janka Ledeckého od A do Ž, Jaromíra Tůmy – Pán nad sklenkou, Ivy Šípové – Zásah Šípem, kolektivu autorů – Dracula muzikálový bestseller (rozhovor se Z. Borovcem), Petra Salavy – Amfora na cestách, Václava Vokolka – Svět posvátných kamenů 2 atd.)